# Варварівка (Ніжинський район)
Варва́рівка — село в Україні, у Бахмацькій міській громаді Ніжинського району Чернігівської області. До початку 2000-х років було 187 дворів.

## Географія
Село Варварівка розташоване за 18 кілометрів на південний захід від Бахмача. Знаходиться в розвилці Південно-Західної і Південної залізниць. У селі залізничний роз'їзд Варварівський.

## Історія
За переказами старожилів назва села походить від того, що першою поселенкою була вдова Варвара, кріпачка поміщика Кочубея, який поселив її на перехресті ґрунтових доріг, що сполучали Борзну і Дмитрівну та Бахмач й Ічню.
За розповідями старожилів воно виникло в останній чверті XIX століття.
Пізніше, у селі був відкрито постоялий двір і корчма. Після цього пан поселив тут інших кріпаків і так утворилося село.
У селі працювало СТОВ «Варварівське», яке у 2004 році приєдналося до Бахмацького ХПП.
12 червня 2020 року, відповідно до розпорядження Кабінету Міністрів України № 730-р «Про визначення адміністративних центрів та затвердження територій територіальних громад Чернігівської області», увійшло до складу Бахмацької міської громади.
19 липня 2020 року, в результаті адміністративно-територіальної реформи та ліквідації Бахмацького району, село увійшло до складу Ніжинського району Чернігівської області.

## Соціальна інфраструктура
У селі є навчально-виховний комплекс «Школа-сад», бібліотека, відділення зв'язку, фельдшерсько-акушерський пункт, магазин, церква.

## Особистості
- Уродженцем села є Троценко М.М. (1939), керуючий Печерським відділом Укрсоцбанку.

## Пам'ятки
У селі є братська могила 8 радянських воїнів, які загинули у вересні 1943 р. і пам'ятний знак 104 воїнам-односельцям, які загинули в роки німецько-радянської війни у 1941—1945 рр. (1957).